# Cymbalophora rivularis
Cymbalophora rivularis là một loài bướm đêm thuộc phân họ Arctiinae, họ Erebidae.